# Mirosława Włodarczyk
Mirosława Aleksandra Włodarczyk (ur. 1941) – polska biolog, mikrobiolog, profesor nauk biologicznych.

## Życiorys
W 1969 r. obroniła pracę doktorską pt. Inaktywacja genoforu dawcy przez rozpad 32P w czasie koniugacji i rekombinacji, której promotorem był prof. Władysław Kunicki-Goldfinger, w 1978 r. habilitowała się na podstawie pracy zatytułowanej Badania nad relacją plasmid-chromosom bakteryjny. Nieintegracyjne kompleksy plazmidów z chromosomem, udział w replikacji. W 1998 r. uzyskała tytuł profesora nauk biologicznych. 
Pracowała na stanowisku profesora zwyczajnego w Instytucie Mikrobiologii na Wydziale Biologii Uniwersytetu Warszawskiego, oraz była członkiem prezydium Komitetu Mikrobiologii PAN. 